# Paratrechalea saopaulo
Paratrechalea saopaulo là một loài nhện trong họ Trechaleidae.
Loài này thuộc chi Paratrechalea. Paratrechalea saopaulo được miêu tả năm 2005 bởi Carico.